# 日和佐站
日和佐站（日语：／ Hiwasa eki */?）是一位於日本德島縣海部郡美波町奧河內字辯才天、隸屬於四國旅客鐵道（JR四國）的鐵路車站。車站編號為M21。是所有特急列車停車站。
由於美波町（及以前原屬的日和佐町）近海的日和佐海岸是海龜出沒及產卵的地方，因此車站外牆寫有「海龜到來的町」（日语：海亀の來る町の駅），並在閘口設有告示版，提示最近海龜上岸及產卵的的數目。
2009年．日本放送協會（NHK）一套以於美波町為題裁的連續劇「野海龜」（日语：ウェルかめ），本站是其中一個重要的場景。

## 車站結構
現時設有木製單層站舍1座，內裏設有自動售票機、候車大堂及洗手間。原本亦設有站務室、便利店、JR四國附屬公司的麵包店，2005年，車站旁邊的日和佐道之驛開張，車站便隨即無人化並將車票發售交由道之驛內的櫃位委託發售，而商店亦於較後時間相繼停業。2009年尾，「日和佐商工會」將站舍重新裝修，改為日和佐站観光詢問處，設有義工詢問處（位於原小商店位置）、開放教室（車站候車室及一部份站務室）及紀念品售賣處，並於同年12月1日開始營運。
縱然車站站舍於道之驛建成時已經存在，但現時卻是屬於道之驛的一部份。
設有側式月台及島式月台各1座．可提供2面3線的配置，但現時日常使用則只會用上側式月台（1號月台）及島式月台近站舍一邊（2號月台），最遠的3號月台現時只供臨時停泊或工程車輛使用。月台之間位向於往北河內站方向的路面平交道接，為無障礙斜道。未增設斜道時，平交道設於閘口對出，部份月台因而要開鑿樓梯級以供橫過，改善工程後該位置已被填平。
月台有效長度為3輛，當列車在特定日子需要增併時超過3輛時，則向山河內站方向的車卡車門將不會打開。而1號月台向山河內站方向的邊沿設有側軌，是供以前的貨物列車及現時保線列車所使用。

### 月台配置
| 月台 | 路線    | 方向 | 目的地             |
| ---- | ------- | ---- | ------------------ |
| 1    | ■牟岐線 | 下行 | 牟岐、阿波海南方向 |
| 2    | ■牟岐線 | 上行 | 德島、阿波池田方向 |

## 歷史
- 1939年12月14日：開業。
- 1987年4月1日: 日本國鐵分割民營化，車站的營運由JR四國繼承。
- 2005年4月17日: 無人化，業務委託化。
- 2009年12月1日：由「日和佐商工會」所營運的日和佐站観光詢問處於站內開設。

## 相鄰車站
四國旅客鐵道（JR四國）
■牟岐線
■普通
北河內（M20）－日和佐（M21）－山河內（M22）
另外，每年1月1日至3日期間，為方便到藥王寺參拜，會提供臨時特急「藥王寺」，下行併結於特急「渦潮」7號至德島站，隨後解結並以特急「室戶」的一般停車站停車到本站；上行則全程獨立運行。

## 外部連結
- JR四國日和佐站 （页面存档备份，存于）